# Caciomorpha batesii
Caciomorpha batesii là một loài bọ cánh cứng trong họ Cerambycidae.